# Ismael
Ismael (în limba ebraică ישמעאל – "Dumnezeu ascultă") este un personaj din Vechiul Testament și din Coran, descris ca fiu al lui Avraam și al sclavei egiptene Hagar (Gen 15-18). Este considerat părintele arabilor (tribul ismaeliților), frate cu Isaac, părintele evreilor, amândoi fiind binecuvântați de Dumnezeu, dar primind roluri diferite.

## Ismael în Biblie
În Biblie, Ismael și mama sa Hagar, care este roaba Sarei, sunt alungați din casa tatălui său Avraam, după ce Sara îl naște pe Isaac. El trăiește în pustiul Paran, stăpânind arta vânătorii și unde se căsătorește cu o egipteancă (Gen 21:8-21; 22:2-8). La moartea lui Avraam (și după ce a asistat pe fratele său la înmormîntarea tatălui), se întoarce în Canaan, murind după ce a împlinit 137 de ani (Gen 25:7-9, 12-19). 
Potrivit istoricului antic Iosephus Flavius, Ismael a avut 13 copii, pe fiii: Nebaiot (נבית) ori Nabit, Kedar (קדר), Abdil (אדבאל), Mibsam (מבשם), Mișma (משמע), Duma (דומה), Massa (משא), Hadad (חדד), Tima (תימא), Ietur (יטור), Nafiș (נפיש) și Kedema (קדמה); pe fiica: Mahalat ori Basemat  . Ea a devenit nevasta lui Esau, fratele lui Iacov, pentru împăcare (amândoi fiind copiii lui Isaac). 
Cronicile regale babiloniene și assiriene, dar și inscripții antice arabe de nord din sec. IX-VI î.C. vorbesc despre Qedar, regele arabilor și al ismaeliților. Tot potrivit lui Iosephus Flavius, urmașii fiilor lui Ismael s-au numit mai târziu nabateeni și și-au împânzit stăpânirea de la fluviul Eufrat până la Marea Roșie.     Regatul qedarit a supraviețuit prăbușirii imperiului neobabilonian din sec. al VI-lea î.C., fiind succedat celui nabatean, ultimul rezistând încă 250 de ani.  

## Ismael în Coran
În Coran este altfel descrisă viața lui. Avraam se mută cu familia în Arabia Saudită unde Hagar îl naște pe Ismael, în orașul de azi Mecca. Într-o viziune, Allah îi zice lui Avraam să se întoarcă în Canaan și să lase acolo pe Hagar cu Ismael. El este pentru musulmani un profet și tatăl poporului arab. Ismael este înmormântat la Mecca.

## Teologie și arheologie
Arheologii mainstream și istoricii mainstream consideră că patriarhii Genezei sunt personaje literare, nu persoane istorice.

## Galerie de imagini

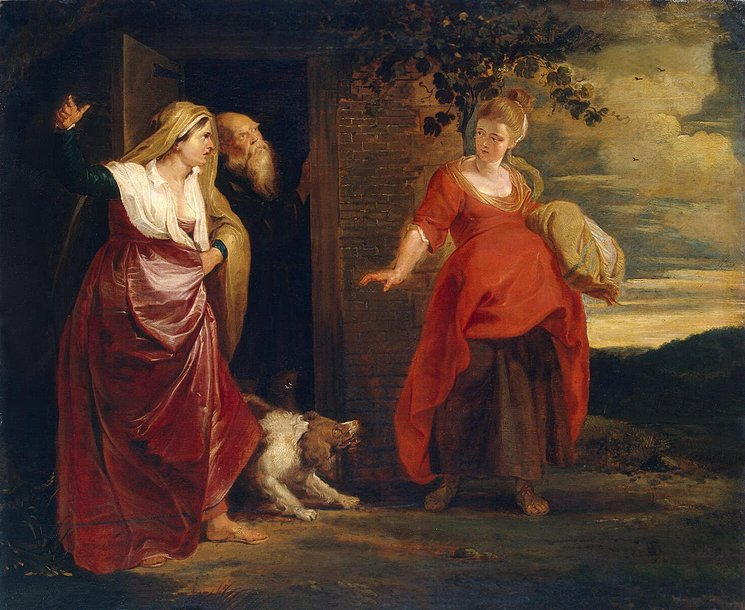
Peter Paul Rubens - “Repudierea lui Hagar și a lui Ismael” (1615-17)
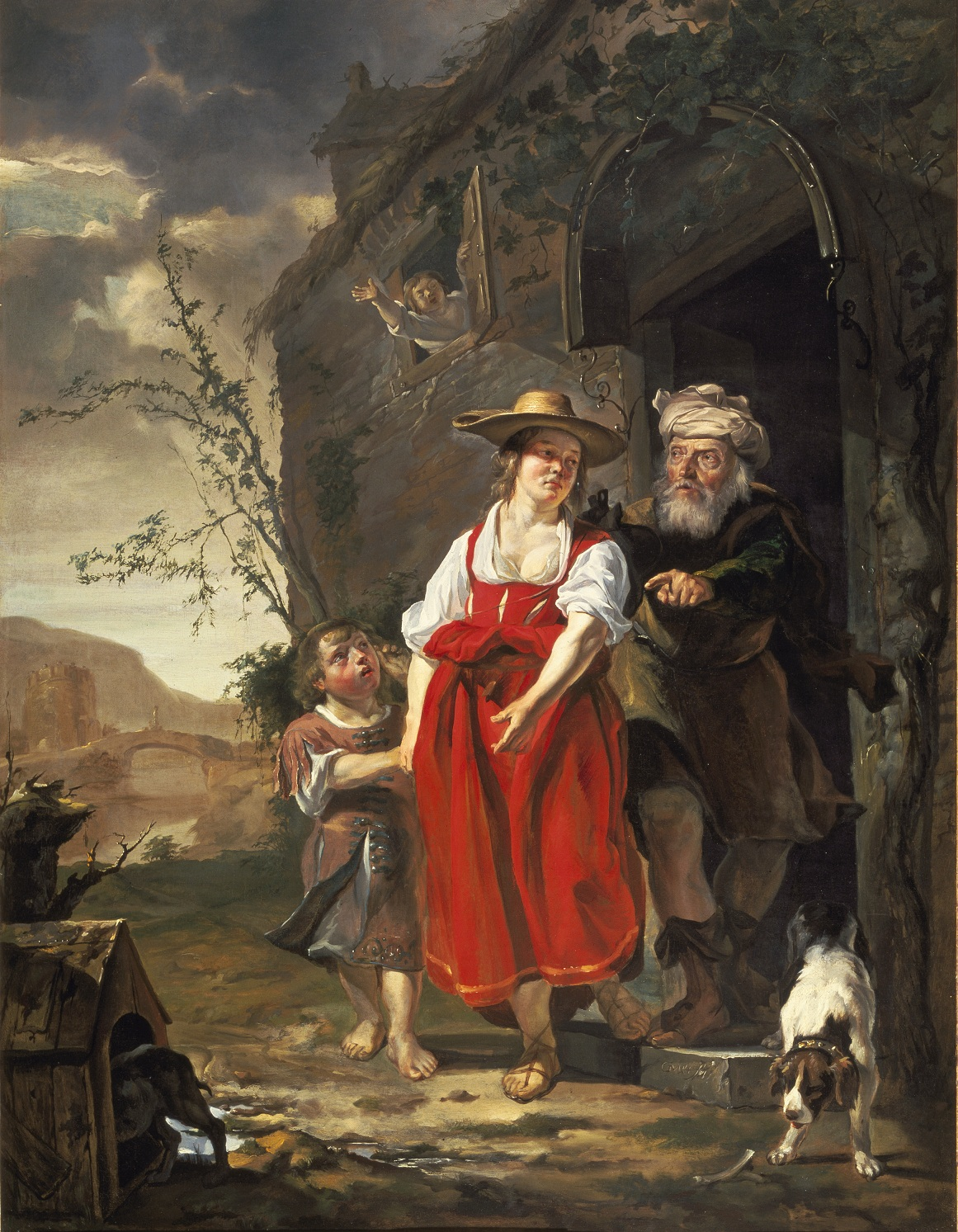
Gabriel Metsu - “Repudierea lui Hagar și a lui Ismael” (1653-54)
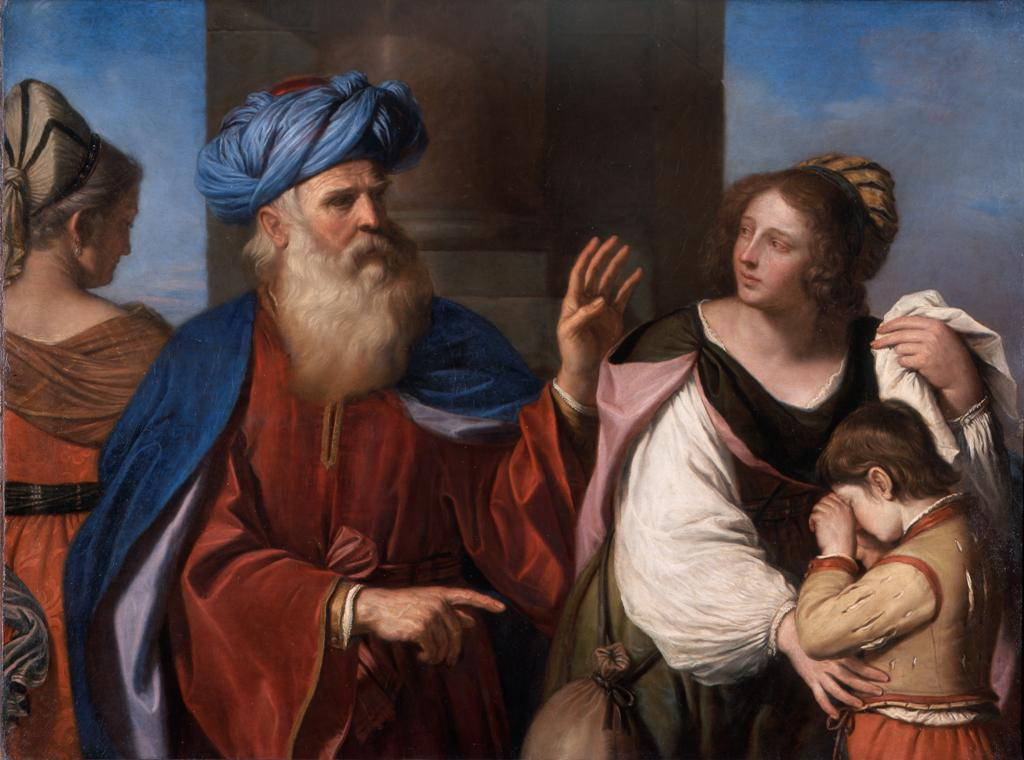
Guercino - “Repudierea lui Hagar și a lui Ismael” (1657)